# Meïr Aron Goldschmidt
Meïr Aron Goldschmidt (26. října 1819, Vordingborg – 15. srpna 1887, Kodaň) byl dánský romantický prozaik, dramatik a novinář židovského původu, jehož práce předznamenaly nástup realismu v dánské literatuře. Je považován za posledního velkého dánského prozaika romantického období, za jednoho z průkopníků moderní a nezávislé dánské žurnalistiky a za prvního dánsko-židovského spisovatele, který přispěl k rostoucí otevřenosti mezi oběma kulturami.

## Život
Pocházel ze zámožné pravoslavné židovské rodiny. Jeho seznámení se s řeckou klasickou kulturou ho přimělo rozejít se zcela s ortodoxním judaismem a hledat cesty k harmonizaci židovských a nežidovských (křesťanských) myšlenek. Vyrůstal v Kodani, kde absolvoval roku 1836 střední školu a chtěl se stát lékařem. Kvůli jeho židovskému důvodu měl však problém s přijetím na Kodaňskou univerzitu a tak začal působit jako novinář, Roku 1837 založil v Naestvedu, kde žil jeho otec, společensko-kritický týdeník Naestved Ugeblad. V letech 1840–1846 vydával a redigoval satirický časopis Corsaren (Korzár), ve kterém pod různými pseudonymy kritizoval z liberálně-republikánských pozic konzervatismus a monarchii. Časopis byl rovněž cenzurován a Goldschmidt byl několikrát odsouzen za tiskové přečiny na několik dnů do vězení.

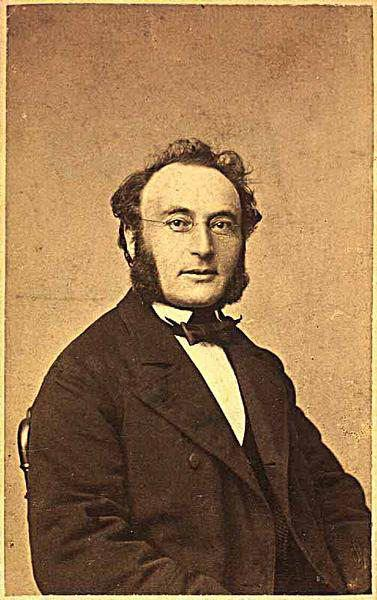
Goldscmidt na fotografii kolem roku 1880

Časopis také proslul satirickými útoky na filosofa Sørena Kierkegaarda, které však byly z velké části vyvolány samotným Kierkegaardem. Goldschmidt proto nakonec časopis roku 1846 prodal a vydal se na cesty po Německu, Itálii a Švýcarsku, aby se seznámil s nejnovějšími evropskými politickými a kulturními názory. Po návratu do vlasti založil roku 1847 měsíčník (později týdeník) Nord og Syd (Sever a jih), s informacemi o zahraničních a domácích událostech, který vydával do roku 1859. Od kritické společenské angažovanosti však postupně přešel ke konzervativnějším názorům, až se dostal do sporu s dánskými socialisty. Proto se následně od roku 1860 věnoval převážně literatuře, cestoval po Itálii, Anglii a Francii a také později opakovaně zůstával v zahraničí, většinou v Londýně a Římě.
Jako spisovatel debutoval roku 1845 románem En Jøde (Žid), který napsal pod pseudonymem Adolph Meyer, a ve kterém jako první popsal kodaňské židovské prostředí a domácí a rituální život ortodoxního Žida z jeho vnitřního pohledu. I jeho další prózy zobrazují židovské postavy se zvláštní směsi ironie a sympatie. Jeho romány však trpí nedostatečnou kompozicí (zejména dlouhým líčením nepodstatných události), zato jeho povídky se řadí k vrcholům tohoto žánru v dánské literatuře pro svůj uhlazený styl a jemné líčení lidské psychologie. Je autorem i několika dramat, cestopisných dojmů a vzpomínek. V jeho dílech se objevují již prvky realismu, limitované však romantickým zájmem o metafyziku a filozofii. Často v nich zastává učení o Nemesis, tj. o vyšším osudovém principu retributivní spravedlnosti, který vynáší soud nad každým člověkem.

## Výběrová bibliografie

### Próza

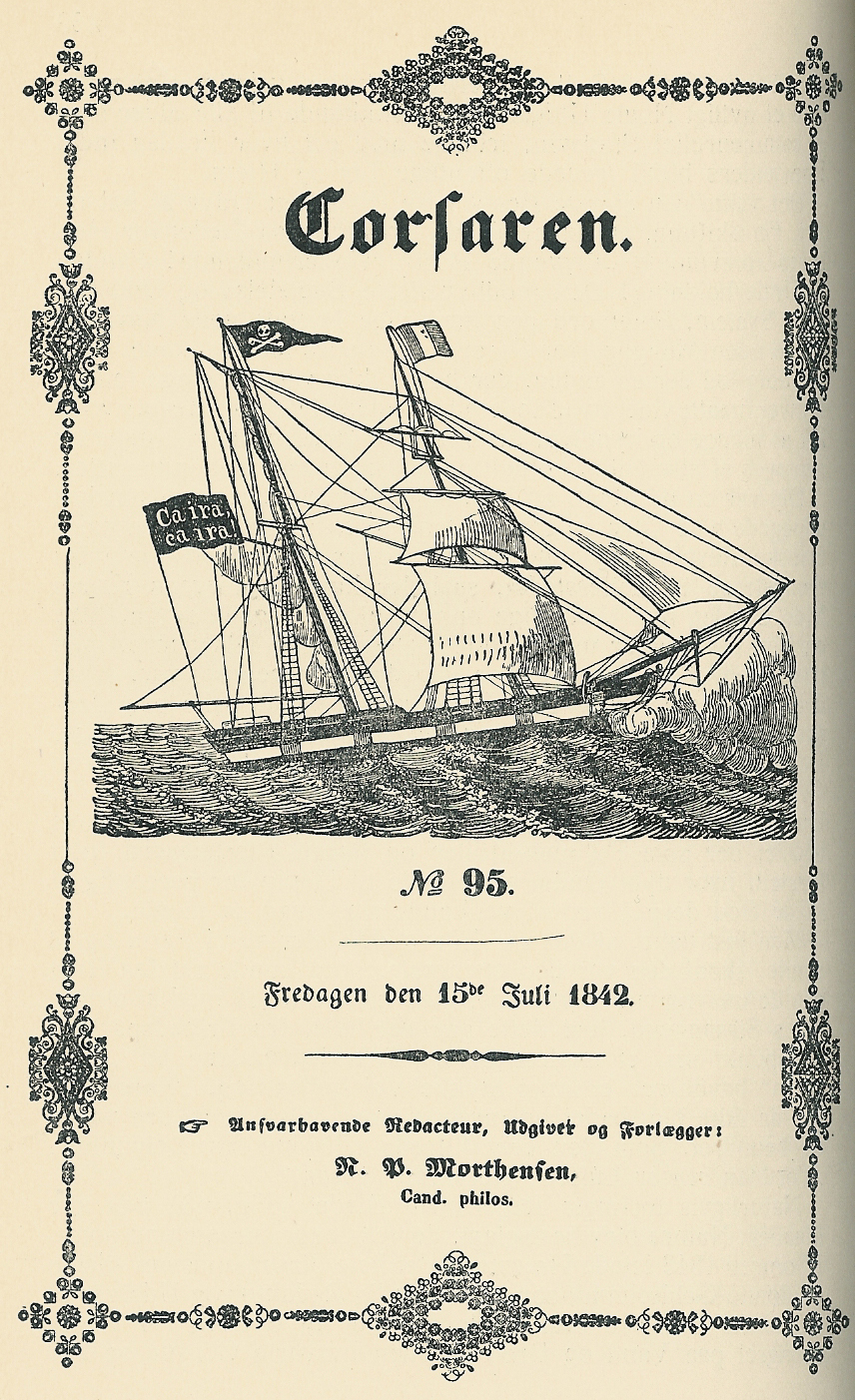
Titulní ist časopisu Korzár z roku 1842

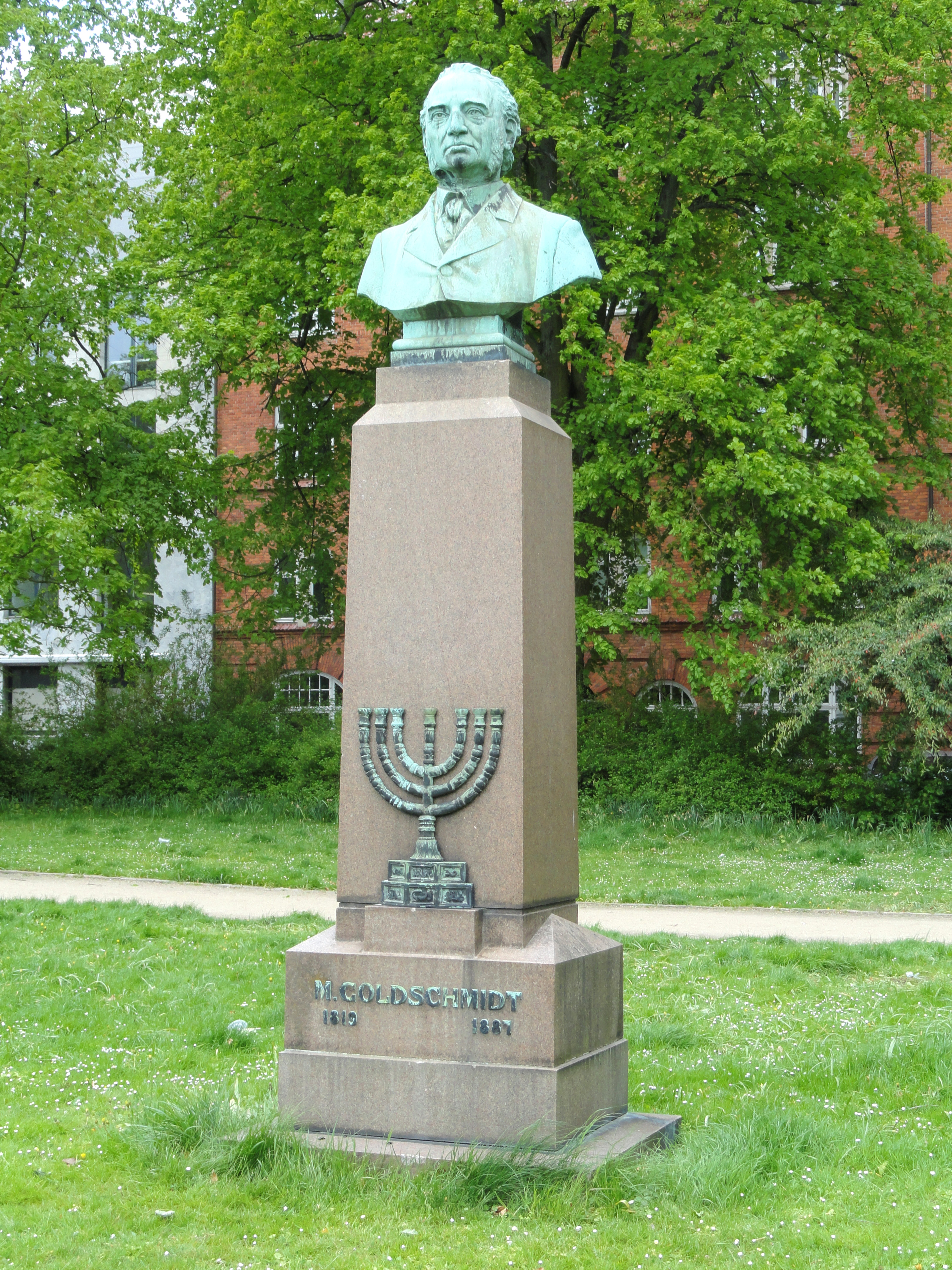
Goldschmidtův památník ve Frederiksbergu

- En Jøde (1845, Žid), román napsaný pod pseudonymem Adolph Meyer, zobrazující propast mezi židovskou a dánskou kulturou, ve kterém je ortodoxní Žid vyloučen kvůli předsudkům z okolní společnosti a vystaven pocitu životní nejistoty.
- Fortællinger af min Onkels Hus (1846, Vzpomínky z domu mého strýce), sbírka povídek, napsaná rovněž pod pseudonymem Adolph Meyer.
- Hjemløs (1853–1857, Bez domova), rozsáhlý vývojový román, vycházející postupně v časopise Nord og Syd, ve kterém jeho hrdina najde postupně hodnotu života v praktické práci pro ostatní.
- Blandede Skrifter (1859–1860, Různé spisy), dvoudílný výbor z článků z časopisu Nord og Syd.
- Fortællinger og skildringer (1862–1863), tři svazky povídek.
- Arvingen (1863, Dědic), román zpracovávající problematiku rozvodu.
- Vestkysten af Vendsyssel og Thy (1865), cestovní deník.
- En Hederéjse i Viborg-Egnen (1866), cestopisné vpomínky.
- Ravnen (1867, Havran), román zabývající se získáním nezákonně zabaveného majetku.
- Kjærlighedshistorier fra mange Lande (1868, Milostné příběhy z mnoha zemí), povídky.
- Smaa fortællinger (1869, Malé povídky), čtyři svazky.
- Avrohmche Nattergal (1871, Slavík Avromche), novela.
- En Kvindehistorie (1875, Ženská historie), román s ženskou tematikou
- Fortællinger og Virkelighedsbilleder (1877, Povídky a obrázky), dva svazky.
- Livserindringer og Resultater (1877, Životní vzpomínky a výsledky), dvoudílná autobiografie.
- Adrasteia og Nemesis (1883, Adrásteria a Nemesis), historicko-mytologický spis.
- Smaa Skildringer fra Fantasi og fra Virkelighed (1887), posmrtně vydaná sbírka povídek

### Divadelní hry
- Rabbi Eliezer (1861), drama.
- Svedenborgs Ungdom (1863), drama.
- En Skavank (1864, Závada), drama.
- I den anden Verden (1869, V jiném světě), komedie,
- Rabbi'en og Ridderen (1869, Rabín a rytíř), drama.